# Noordwest-Saksisch voetbalkampioenschap
Het Noordwest-Saksisch voetbalkampioenschap (Duits: Gauliga Nordwestsachsen) was een van de regionale voetbalcompetities van de Midden-Duitse voetbalbond, dat bestond van 1901 tot 1933. Vanaf 1927 heette dit Groot-Leipzigs voetbalkampioenschap. De kampioen plaatste zich telkens voor de Midden-Duitse eindronde en maakte zo ook kans op de nationale eindronde.

## Geschiedenis
Toen de competitie begon in 1901 waren er nog maar twee competities in Midden-Duitsland, bij de opheffing in 1933 waren er dat meer dan 25. De competitie van Noordwest-Saksen was de sterkste van de Midden-Duitse voetbalbond, samen met die van Oost-Saksen, waar de clubs uit Dresden in speelden. Vanaf 1927 werd de naam van de competitie veranderd van Noordwest-Saksen in Groot-Leipzig (Duits: Groß Leipzig).
In 1919 reorganiseerde de voetbalbond de competities. De competitie van Elbe-Elster en Noordwest-Saksen werden verenigd onder de nieuwe Kreisliga Nordwestsachsen. In de praktijk bracht dit voor de Noordwest-Saksische clubs geen verandering met zich mee omdat deze als sterker beschouwd werden en in de hoogste klasse bleven. Geen enkele club uit Elbe-Elster kon promotie afdwingen. In 1923 werd deze hervorming ongedaan gemaakt en gingen beide competities opnieuw zelfstandig verder als Gauliga Nordwestsachsen en Gauliga Elbe-Elster. 
In 1933 kwam de Nationaalsocialistische Duitse Arbeiderspartij aan de macht en werden de overkoepelende voetbalbonden en hun talloze onderverdelingen opgeheven om plaats te maken voor de nieuwe Gauliga. Enkel de twee beste teams uit Noordwest-Saksen werden hiervoor geselecteerd. De clubs uit Leipzig konden echter geen enkele titel winnen in het gezamenlijke kampioenschap van de Gauliga Sachsen.
VfB Leipzig is de enige club uit de Midden-Duitse voetbalbond die ooit landskampioen werd. VfB werd zelfs de allereerste kampioen en werd daarna nog twee keer kampioen.
Na het eerste seizoen wisselden de clubs uit Mittweida om naar een andere competitie. Na zes seizoenen verlieten ook de clubs uit Halle de competitie om in een andere competitie te gaan spelen.

## Erelijst
Clubs in het vet ook Duits landskampioen.
- 1902 FC Wacker Leipzig
- 1903 VfB Leipzig
- 1904 VfB Leipzig
- 1905 Hallescher FC 1896
- 1906 VfB Leipzig
- 1907 VfB Leipzig
- 1908 FC Wacker Leipzig
- 1909 VfB Leipzig
- 1910 VfB Leipzig
- 1911 VfB Leipzig
- 1912 SpVgg 1899 Leipzig-Lindenau

- 1913 VfB Leipzig
- 1914 SpVgg 1899 Leipzig-Lindenau
- 1915 FC Sportfreunde 1900 Leipzig
- 1916 SV Eintracht 04 Leipzig
- 1917 SV Eintracht 04 Leipzig
- 1918 VfB Leipzig
- 1919 SpVgg 1899 Leipzig-Lindenau
- 1920 VfB Leipzig
- 1921 SpVgg 1899 Leipzig-Lindenau
- 1922 SpVgg 1899 Leipzig-Lindenau
- 1923 VfB Leipzig

- 1924 SpVgg 1899 Leipzig-Lindenau
- 1925 VfB Leipzig
- 1926 SV Fortuna 02 Leipzig
- 1927 VfB Leipzig
- 1928 FC Viktoria 03 Leipzig
- 1929 FC Sportfreunde 1900 Leipzig
- 1930 VfB Leipzig
- 1931 FC Sportfreunde 1900 Leipzig
- 1932 SC Wacker Leipzig
- 1933 SC Wacker Leipzig

## Eeuwige ranglijst

### Kampioenen
| Club                         | Titels |
| ---------------------------- | ------ |
| VfB Leipzig                  | 14     |
| SpVgg 1899 Leipzig-Lindenau  | 6      |
| Wacker Leipzig               | 4      |
| FC Sportfreunde 1900 Leipzig | 3      |

| Club                   | Titels |
| ---------------------- | ------ |
| SV Eintracht Leipzig   | 2      |
| FC Viktoria 03 Leipzig | 1      |
| Hallescher FC 1896     | 1      |
| SV Fortuna Leipzig 02  | 1      |

### Seizoenen eerste klasse
Seizoenen Leipzigs kampioenschap tussen 1896 en 1901 zijn hierin ook opgenomen omdat de Noordwest-Saksische competitie in principe een verderzetting daarvan was. Indien een club fuseerde en van naam veranderde staat deze apart in de lijst. Clubs uit Mittweida speelden enkel in 1901/02 in deze competitie en clubs uit Halle verhuisden in 1907 naar een andere competitie. 
| Club                          | /37 | Seizoenen (1896-1933) |
| ----------------------------- | --- | --------------------- |
| SC Wacker 1895 Leipzig        | 37  | 1896-1933             |
| VfB 1893 Leipzig              | 35  | 1896-1898, 1900-1933  |
| FC Sportfreunde 1900 Leipzig  | 28  | 1904-1921, 1922-1933  |
| Leipziger BC 1893             | 27  | 1896-1917, 1918-1924  |
| SpVgg 1899 Leipzig-Lindenau   | 26  | 1907-1933             |
| SV Fortuna Leipzig 02         | 24  | 1907-1911, 1913-1933  |
| SV Eintracht 04 Leipzig       | 23  | 1909-1928, 1929-1933  |
| BV Olympia 1896 Leipzig       | 16  | 1907-1917, 1918-1924  |
| VfTuB 1905 Leipzig            | 14  | 1919-1933             |
| FC Viktoria 03 Leipzig        | 10  | 1920-1930             |
| FC Lipsia 1893 Leipzig        | 10  | 1896-1905, 1907-1908  |
| ATV Sportfreunde Markranstädt | 8   | 1924-1926, 1927-1933  |
| Hallescher FC 1896            | 6   | 1901-1907             |
| BV Olympia-Germania Leipzig   | 6   | 1925-1927, 1928-1932  |
| Leipziger SV 1899             | 4   | 1920-1923, 1931-1933  |
| Hallescher FC Wacker 1900     | 3   | 1904-1907             |
| VfR 1902 Leipzig              | 3   | 1907-1909, 1912-1913  |
| SV Pfeil 05 Leipzig           | 3   | 1922-1925             |
| BC Arminia Leipzig            | 3   | 1926-1929             |
| FC Britannia 1899 Leipzig     | 3   | 1907-1910             |
| VfB Zwenkau 02                | 2   | 1931-1932             |
| FV Sachsen 1902 Leipzig       | 2   | 1908-1910             |
| SV Germania Leipzig           | 2   | 1922-1924             |
| VfB Sportbrüder 1893 Leipzig  | 2   | 1898-1900             |
| FC Wettin 1902 Wurzen         | 1   | 1930-1931             |
| Mittweidaer FC Germania       | 1   | 1901-1902             |
| Mittweidaer BC                | 1   | 1901-1902             |
| SV Helios 02 Leipzig          | 1   | 1911-1912             |
| SV Tapfer 06 Leipzig          | 1   | 1923-1924             |
| SG LBC/Olympia Leipzig        | 1   | 1917-1918             |

1901/02 · 1902/03 · 1903/04 · 1904/05 · 1905/06 · 1906/07 · 1907/08 · 1908/09 · 1909/10 · 1910/11 · 1911/12 · 1912/13 · 1913/14 · 1914/15 · 1915/16 · 1916/17 · 1917/18 · 1918/19 · 1919/20 · 1920/21 · 1921/22 · 1922/23 · 1923/24 · 1924/25 · 1925/26 · 1926/27 · 1927/28 · 1928/29 · 1929/30 · 1930/31 · 1931/32 · 1932/33